# Partito Popolare Italiano (1919)

Emblem der Partito Popolare Italiano: ein weißes Schild mit rotem Kreuz und Aufschrift Libertas

Die Partito Popolare Italiano (PPI; deutsch Italienische Volkspartei) war eine katholische Volkspartei in Italien, die von 1919 bis 1926 bestand. Ihr Gründer und wichtigster Anführer war der Priester Don Luigi Sturzo.

## Vorgeschichte
Bis 1912 herrschte im Königreich Italien ein Zensuswahlrecht, das nur einer kleinen Minderheit aristokratischer und großbürgerlicher Männer an Wahlen teilnehmen ließ. Außerdem galt die 1874 von Papst Pius IX. erlassene Bulle Non expedit („Es ist nicht angebracht“), die religiösen Katholiken im italienischen Nationalstaat die Wahlteilnahme verbot, weil dieser 1870 den Kirchenstaat annektiert und die kirchlichen Privilegien aufgehoben hatte. Deshalb wurde das politische System bis 1912 von säkular-liberalen Honoratiorenparteien dominiert. Papst Pius X. lockerte 1909 in einem apostolischen Schreiben motu proprio das Verbot politischer Partizipation für Katholiken, woraufhin Graf Vincenzo Gentiloni 1909 zunächst die Unione Elettorale Cattolica Italiana (U.E.C.I.) als lockeren Zusammenschluss katholischer Politiker gründete.
Durch die Einführung des allgemeinen Wahlrechts für volljährige Männer während der Regierung Giovanni Giolittis erstarkten zunächst die Sozialisten. Um diesen entgegenzutreten, schloss die U.E.C.I. zur ersten nach neuem Recht abgehaltenen Wahl 1913 den sogenannten patto Gentiloni mit der liberalen Partei des Ministerpräsidenten. Katholische Politiker riefen daraufhin ihre Klientel zur Wahl liberaler Kandidaten auf, unter der Bedingung, dass diese einem Katalog von sieben Forderungen zustimmten (u. a. Religionsunterricht in staatlichen Schulen, Ablehnung der Legalisierung der Ehescheidung). Die Liberalen wurden durch diese katholische Unterstützung mit großem Abstand vor den Sozialisten stärkste Kraft.

## Gründung und Entwicklung

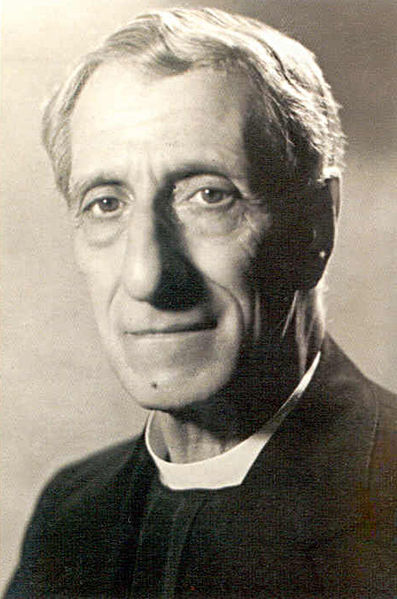
Luigi Sturzo

Nach dem Ende des Ersten Weltkriegs wurde auf Initiative des sizilianischen Priesters Luigi Sturzo am 18. Januar 1919 in Rom die Partito Popolare Italiano gegründet. Ihr Gründungsmanifest war mit Appello ai liberi e forti („Aufruf an die Freien und Starken“) überschrieben und maßgeblich von der katholischen Soziallehre, wie sie von der päpstlichen Enzyklika Rerum novarum begründet worden war, geprägt. Sie wollte jedoch eine autonome, überkonfessionelle Volkspartei und keine klerikale Partei der katholischen Kirche sein. Insbesondere trat sie für intakte Familien, Verhältnis- sowie Frauenwahlrecht, Dezentralisierung zugunsten der Regionen, Vereinigungsfreiheit, progressive Besteuerung, Freiheit der Kirche und der Lehre, Abrüstung und den Völkerbund ein. Außerdem forderte sie die Schaffung eines Wohlfahrtsstaats. Die PPI vereinte sowohl konservative als auch eher linksgerichtete Katholiken. Die stärkste Unterstützung hatte sie unter kleinen selbstständigen Landwirten und Pächtern in Nord- und Mittelitalien. Papst Benedikt XV. billigte diese Gründung und hob zur Parlamentswahl im November 1919 das Non expedit der Wahlteilnahme endgültig auf. Bei dieser wurde die PPI mit 20,5 % der Stimmen und 100 der 508 Sitze zweitstärkste Kraft hinter den Sozialisten.
Im Frühjahr 1920 hatte die PPI etwa 250.000 Mitglieder. Im Juni desselben Jahres trat sie in die letzte Regierung unter Giolitti ein, die etwas mehr als ein Jahr im Amt blieb. Als die Liberalen bei der vorgezogenen Wahl von 1921 alle nicht-sozialistischen Kräfte (unter Einschluss der Faschisten Benito Mussolinis) zur Bildung eines „Nationalen Blocks“ aufforderten, nahm die PPI daran nicht teil. Sie war zwar eine Gegnerin des sozialistischen Antiklerikalismus, ebenso lehnte sie aber den Totalitarismus der Faschisten ab. Mit 20,4 % der Stimmen und 108 Sitzen verteidigte sie bei dieser Wahl ihre Position. Anschließend war sie in der Regierung des moderaten Sozialdemokraten Ivanoe Bonomi vertreten. Ein Beschluss, jegliche Zusammenarbeit mit den Faschisten auszuschließen, wurde auf dem 3. Parteitag der PPI abgelehnt; deren Gefahr wurde von einem großen Teil der Partei unterschätzt.

## Unter faschistischer Herrschaft
Nach dem Marsch auf Rom und der Ernennung Mussolinis zum Ministerpräsidenten im Oktober 1922 bemühte sich die Führung der katholischen Kirche um ein gutes Verhältnis zu dessen Regierung, im Sinne einer Versöhnung mit dem Staat (was mittelfristig zum Abschluss der Lateranverträge 1929 führte). Die PPI wirkte zunächst mit zwei Ministern in Mussolinis Regierung mit. Der PPI-Fraktionsvorsitzende Alcide De Gasperi trat für eine „bedingte Zusammenarbeit“ mit Mussolini ein. Ein neues Wahlgesetz, das legge Acerbo vom November 1923, das der stärksten Partei – wenn sie wenigstens 25 % der Stimmen erhielt – zwei Drittel der Parlamentssitze sichern sollte, spaltete die Partei. Die meisten ihrer Abgeordneten enthielten sich, eine Minderheit stimmte dafür. Don Sturzo, der den Faschismus entschieden ablehnte, erschien dem Vatikan, der um gute Beziehungen zu Mussolini bemüht war, zunehmend als hinderlich. Er wurde gedrängt, vom Parteivorsitz zurückzutreten, und ging 1924 sogar ins Exil.
Bei der nach dem neuen Wahlrecht stattfindenden Neuwahl im März 1924 positionierte sich der verbliebene Rumpf der PPI unter Führung De Gasperis dennoch bewusst antifaschistisch. Ihr Stimmenanteil brach aber auf 9,0 %, die Zahl ihrer Parlamentssitze gar auf 39 ein, womit sie immerhin noch wichtigste Oppositionspartei war. Die faschistisch geführte „Nationale Liste“ dominierte jedoch mit über 60 %. Nachdem der sozialistische Abgeordnete Giacomo Matteotti, der den Faschisten im Parlament Wahlbetrug vorgeworfen hatte, von Schwarzhemden ermordet worden war, boykottierte die PPI die Parlamentsarbeit. Als ihre Abgeordneten im Januar 1926 versuchten, ihre Plätze im Abgeordnetenhaus wieder einzunehmen, wurden sie von den Faschisten mit Gewalt herausgedrängt. Im November 1926 wurde die Partei verboten. Ihre Mitglieder versuchten aber in der Folgezeit nicht, aktiven Widerstand zu leisten, und wurden daraufhin auch nicht vom faschistischen Regime verfolgt.

## Erbe
Ehemalige Mitglieder der PPI waren im Dezember 1942 maßgeblich an der Gründung der Democrazia Cristiana (DC), als neuer katholischer Sammelpartei, beteiligt, die bis Anfang der 1990er-Jahre die dominante Partei der Italienischen Republik war. Im Jahr 1994 wurde die DC wieder in Partito Popolare Italiano umbenannt, womit Bezug auf die historische Vorgängerpartei genommen wurde.